# Vero Rodríguez
Verónica Rodríguez Cuesta (Ciudad de México; 26 de marzo de 1987) es una periodista deportiva y conductora mexicana. Es más conocida por su paso por Fox Sports Latinoamérica y Fox Deportes, donde presentó programas como Agenda Fox Sports y Lo Mejor de Fox Sports de 2014 a 2021.

## Primeros años y educación
Verónica Rodríguez Cuesta nació el 26 de marzo de 1987 en Ciudad de México. De niña, se sintió profundamente fascinada por el deporte y las emociones que evoca. Estudió comunicación en la Universidad Iberoamericana, y se licenció con honores en 2006.

## Carrera

#### 2007–2014: Primeros trabajos
Rodríguez comenzó su carrera como reportera en Pumas TV en 2007. En el programa, cubría el día a día de su club de fútbol favorito, los Pumas de la UNAM. Condujo el programa mientras estaba en la universidad, y fue invitada a participar por un compañero de clase, que era productor del programa. Tras licenciarse, trabajó en MVS Televisión, donde copresentó el programa Locas por el Fútbol. También ha colaborado con el sitio web deportivo Medio Tiempo.

#### 2014–2021: Fox Sports México
Rodríguez fue fichado por Fox Sports Latinoamérica en 2014 después de varios años de audiciones. Comenzó a conducir el programa de entretenimiento deportivo Fox Para Todos y La Previa del fin de Semana, que eran avances de los próximos partidos de Pachuca y León y se transmitían antes de cada partido. También se convirtió en reportera de los partidos de la Liga MX y de la Liga MX Femenil.
En 2016, Rodríguez cubrió los Juegos Olímpicos de Verano celebrados en Río de Janeiro, Brasil, así como la final de la Liga de Campeones de la UEFA celebrada en Milán, Italia. En 2017, comenzó a conducir el programa de entretenimiento deportivo Lo Mejor de Fox Sports, y el programa de noticias de lucha libre WWE Saturday Night junto a Jimena Sánchez. A través de WWE Saturday Night,  cubra varias ediciones de Wrestlemania, Summerslam, Monday Night Raw, y eventos en vivo en todo México.
En 2018, Rodríguez comenzó a presentar Agenda Fox Sports, un programa matutino de noticias deportivas que se emite en América Latina en Fox Sports y en Estados Unidos en Fox Deportes. También ha sido reportera de carreras de Fórmula 1 y Fórmula E.  En 2019, cubrió la final de la Liga de Campeones de la UEFA celebrada en Madrid, España
En enero de 2020, Rodríguez anunció que se tomaría un descanso temporal de Fox Sports porque se mudaba de México a los Estados Unidos. Debido a la pandemia del COVID-19, pudo seguir presentando sus programas habituales durante un tiempo en su país. Sin embargo, debido a cuestiones personales, tuvo que continuar su descanso. Durante su ausencia, colaboró con otros sitios web, podcasts y programas deportivos. Regresó a Fox Sports el 3 de mayo de 2021, durante un episodio de Agenda Fox Sports. Además de conducir programas y cubrir eventos para Fox Sports México, Rodríguez fue una locutora y embajadora español para del club de fútbol inglés Wolverhampton Wanders. Rodríguez fue despedido de Fox Sports México y Fox Deportes en noviembre de 2021.

## Otras proyectos

#### Modelado
Rodríguez ha aparecido en numerosas publicaciones, como EstiloDF, y Quien. En 2015, apareció en el número de coleccionistas de otoño/invierno de Nylon Español (con Lana Del Rey en la portada). En julio de 2019, apareció en la edición de ese mes de Maxim México.

#### Promoción
Rodríguez se identifica como feminista. En 2017, ayudó a lanzar Versus, una organización no gubernamental sin fines de lucro, cofundada por su colega Marion Reimers, dedicada a combatir la discriminación de género, raza y clase en el periodismo deportivo. Rodríguez apareció en el vídeo de presentación de la organización junto a Reimers y Jimena Sánchez, en el que muestran cómo se enfrentan a una serie de mensajes dañinos y sexistas en sus cuentas de redes sociales, debido a su papel como mujeres en el deporte.

## Vida privada
Rodríguez es una ferviente seguidora del club de fútbol mexicano Pumas de la UNAM, al que atribuye su amor por el deporte. También es partidaria del club de fútbol italiano Juventus de Turín. Sus aficiones incluyen pasar tiempo en la playa, el surf, el arte y la fotografía. 
El 19 de agosto de 2019, Rodríguez se casó con el luchador profesional de la WWE Fergal Devitt, más conocido como Finn Bálor, en una ceremonia privada en Tulum, Quintana Roo. Su relación se confirmó tras las especulaciones en junio del mismo año, durante una entrevista que realizó en la final de Liga de Campeones de UEFA. Devitt le propuso matrimonio a Rodríguez al día siguiente.

## Cobertura
Rodríguez ha cubierto los siguientes eventos y ligas para Fox Sports México:
- Juegos Olímpicos (2016)
- Primera División de México
- Primera División Femenil de México
- WWE Wrestlemania (32, 33, 34, 35)
- Fórmula 1 (Gran Premio de México)
- Liga de Campeones de la UEFA (2016, 2019)
- WWE SummerSlam (2016, 2017, 2018, 2019)